# Alfie Whiteman
Alfie Malik Whiteman (sinh ngày 2 tháng 10 năm 1998) là một cầu thủ bóng đá chuyên nghiệp người Anh hiện tại đang thi đấu ở vị trí thủ môn cho câu lạc bộ Tottenham Hotspur tại Giải bóng đá Ngoại hạng Anh.

## Sự nghiệp thi đấu

### Tottenham
Whiteman gia nhập học viện của câu lạc bộ Tottenham Hotspur vào năm 2015. Vào năm 2019, anh ký hợp đồng với câu lạc bộ có thời hạn đến năm 2022.
Vào ngày 26 tháng 11 năm 2020, Whiteman được tung vào sân thay cho Joe Hart ở phút thứ 82, trong trận thắng 4-0 trước Ludogorets Razgrad ở UEFA Europa League.

#### Cho mượn tại Degerfors
Vào ngày 12 tháng 8 năm 2021, Whiteman gia nhập câu lạc bộ Degerfors tại Allsvenskan dưới dạng cho mượn trong phần còn lại của mùa giải 2021. Anh trở lại Tottenham sau khi mùa giải kết thúc vào tháng 12 năm 2021. Whiteman tiếp tục được cho mượn tại Degerfors vào tháng 2 năm 2022, và trở lại Tottenham vào tháng 12 năm 2022.

#### Quay trở lại Tottenham
Vào ngày 22 tháng 2 năm 2023, có thông báo rằng Whiteman đã gia hạn hợp đồng với Tottenham đến năm 2025.

## Sự nghiệp quốc tế
Whiteman có ông ngoại là người Pakistan nên đủ điều kiện đại diện cho Đội tuyển bóng đá quốc gia Pakistan.

## Đời tư
Whiteman theo học tại trường Park View School ở Tottenham. Cha anh là một nghệ sĩ guitar nhạc jazz và Whiteman thường đến câu lạc bộ jazz Ronnie Scott's cùng ông, xem các buổi biểu diễn của Roy Ayers, Lonnie Liston Smith và Eumir Deodato. Ông đã tự mình sản xuất tác phẩm với tư cách là một DJ có sở thích về nghệ thuật.

## Thống kê sự nghiệp
Tính đến trận đấu diễn ra vào ngày 23 tháng 4 năm 2022
| Câu lạc bộ             | Mùa giải  | Giải đấu                    | Giải đấu | Giải đấu | Cúp  | Cúp | League Cup | League Cup | Khác | Khác | Tổng cộng | Tổng cộng |
| Câu lạc bộ             | Mùa giải  | Hạng đấu                    | Trận     | Bàn      | Trận | Bàn | Trận       | Bàn        | Trận | Bàn  | Trận      | Bàn       |
| ---------------------- | --------- | --------------------------- | -------- | -------- | ---- | --- | ---------- | ---------- | ---- | ---- | --------- | --------- |
| U-23 Tottenham Hotspur | 2017–18   | –                           | —        | —        | —    | —   | —          | —          | 1    | 0    | 1         | 0         |
| U-23 Tottenham Hotspur | 2018–19   | –                           | —        | —        | —    | —   | —          | —          | 2    | 0    | 2         | 0         |
| U-23 Tottenham Hotspur | 2019–20   | –                           | —        | —        | —    | —   | —          | —          | 2    | 0    | 2         | 0         |
| Tottenham Hotspur      | 2020–21   | Giải bóng đá Ngoại hạng Anh | 0        | 0        | 0    | 0   | 0          | 0          | 1    | 0    | 1         | 0         |
| Degerfors IF (mượn)    | 2021      | Allsvenskan                 | 13       | 0        | 0    | 0   | —          | —          | —    | —    | 13        | 0         |
| Degerfors IF (mượn)    | 2022      | Allsvenskan                 | 4        | 0        | 0    | 0   | —          | —          | —    | —    | 4         | 0         |
| Tổng cộng              | Tổng cộng | Tổng cộng                   | 17       | 0        | 0    | 0   | 0          | 0          | 6    | 0    | 23        | 0         |

1. 1 2 3  Ra sân tại EFL Trophy
2. ↑  Ra sân tại UEFA Europa League